# Juego de negocios
Los juegos de negocios o también llamados juegos de simulación de negocios son usados como una herramienta en la educación y en la educación ejecutiva para enseñar negocios en universidades y escuelas de negocios. Los juegos de negocios pueden ser utilizados para la formación empresarial tales como: administración general, finanzas, comportamiento organizacional, recursos humanos, etcétera. Recurrentemente el término simulación de negocios es usado con el mismo significado. 
El juego de negocios ha sido definido como "un juego serio en el ambiente de los negocios que puede conducir a dos de los siguientes resultados: la formación de jugadores en habilidades de negocios (fuerte y/o suave) o la evaluación del desempeño de los jugadores (cuantitativa y/o cualitativamente)" 

Las simulaciones son consideradas como un método innovador para enseñar (Aldrich, 2004) y están frecuentemente basados en computadoras.
En el entorno de las escuelas de negocio, estos juegos (que podemos incluir en el concepto de ludificación) aproximan a los estudiantes a situaciones realistas y son muy útiles para comprender la aplicación practica de las teorías. Además tienen la ventaja aportar el factor diversión en el aprendizaje a la vez que fomentan el pensamiento crítico de los alumnos.

## Historia
La simulación de negocios en la computadora se originó a partir de los juegos militares de guerra y entró en existencia durante la década de 1950 (Wells, 1990). Los juegos de simulación de negocios, incluyendo juegos de mesa no basados en computadoras ni en actividades vivenciales, se han utilizado como una herramienta de aprendizaje para la gestión de la enseñanza (Jackson, 1959) citando a (Andlinger, 1958). Está regularmente en uso en universidades, particularmente en aquellas que se especializan en negocios. Un ejemplo de esto es la Universidad de Washington que ha estado usando los juegos en las clases desde 1957 (Saunders, 1996, p. 49).
Los juegos de negocios también son usados en corporativos para la administración de capacitación y de desarrollo (Faria, 1990).